# 하보시

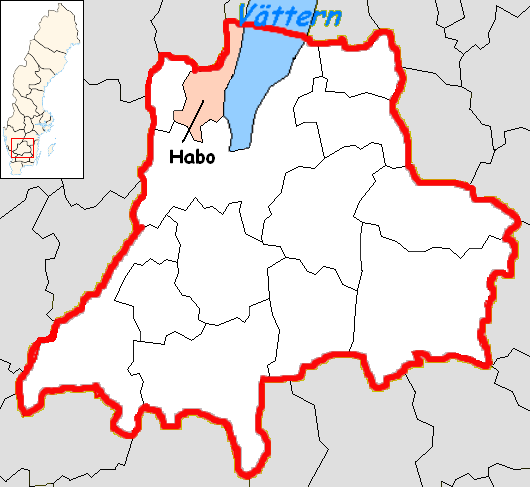
하보 시의 위치

하보시(스웨덴어: Habo kommun)는 스웨덴 옌셰핑주에 위치한 지방 자치체로 행정 중심지는 하보이며 면적은 462.24km2, 인구는 11,586명(2016년 12월 31일 기준), 인구 밀도는 25명/km2이다.

시 문장